# M75 (transporter opancerzony)
M75 APC (Armored Personnel Carrier M75) – amerykański transporter opancerzony z okresu po II wojnie światowej.
Pojazd był produkowany między grudniem 1952 a lutym 1954 w zakładach International Harvester. Został użyty bojowo podczas wojny koreańskiej. Zbudowano 1729 egzemplarzy tego pojazdu. Transportery M75 zostały zastąpione pływającymi pojazdami M59. Po wycofaniu ze służby w amerykańskich siłach zbrojnych zostały przekazane wojskom belgijskim, gdzie służyły do lat 80. XX wieku.